# Międzynarodowy Festiwal Filmowy w Valladolid
Międzynarodowy Festiwal Filmowy w Valladolid (hiszp. Semana Internacional de Cine de Valladolid, popul. Seminci) – prestiżowy międzynarodowy festiwal filmowy, odbywający się co roku od 1956 w hiszpańskim mieście Valladolid w Kastylii i León.

## Historia
Pierwsza edycja festiwalu miała miejsce 20 marca 1956 roku. Zorganizowano go jako „Tydzień Filmu Religijnego w Valladolid” podczas Wielkiego Tygodnia tego roku. Organizatorom zależało na ukazaniu filmu jako dziedziny twórczości, mogącej wesprzeć propagowanie katolicyzmu społecznego. Z Valladolid związane są biografie hiszpańskich świętych: Teresy z Ávili i Jana od Krzyża. Ze względu na niedużą liczbę filmów, które spełniały kryteria dla kategorii filmu religijnego w 1960 zmieniono charakter imprezy poszerzając zakres filmów przyjmowanych do konkursu. Zmieniono też nazwę na: „Międzynarodowy Tydzień Kina Religijnego i Wartości Ludzkich”. Do konkursu dopuszczono filmy prezentujące walory humanitarne oraz dzieła dzisiaj klasyfikowane jako kino zaangażowane. W 1973 zaczęto używać nazwy: Międzynarodowy Tydzień Filmowy w Valladolid.
Wśród filmowców międzynarodowych, którzy odwiedzili festiwal lub których obrazy zostały zaprezentowane, a później trafiły do hiszpańskich kin, byli m.in.: Andrzej Wajda, Yılmaz Güney, Manoel de Oliveira, Nikita Michałkow, Stanley Donen, Arthur Penn, Ken Loach, Abbas Kiarostami, Krzysztof Kieślowski, Gianni Amelio, Atom Egoyan, André Téchiné, Mike Leigh, Robert Guédiguian. Hiszpańscy twórcy kina związani z festiwalem w Valladolid to m.in.: Pedro Almodóvar, Fernando Fernán Gómez, Paco Rabal, José Luis López Vázquez, Ana Belén, José Coronado, Carmen Maura, Concha Velasco, Maribel Verdú, Ariadna Gil, Aitana Sánchez-Gijón, Anabel Alonso, Juan Diego, Antonio Resines, Adriana Ozores, Juan Echanove, Icíar Bollaín czy Elena Anaya.
Wśród dzieł, które zaprezentowano na festiwalu, a które na trwałe weszły do historii kina, były, m.in.: Siódma pieczęć i Źródło Ingmara Bergmana, Dzikie dziecko François Truffauta, Mechaniczna pomarańcza Stanleya Kubricka, Strona tytułowa Billy'ego Wildera, Sugarland Express Stevena Spielberga, czy Lot nad kukułczym gniazdem Miloša Formana. W 1976 Złotym Kłosem nagrodzono Ziemię obiecaną Andrzeja Wajdy.

## Nagrody
Podczas festiwalu przyznawane są nagrody: Złoty Kłos, Srebrny Kłos, Nagroda Indywidualna, Nagroda Jury Młodych, Nagroda Publiczności, Nagroda Specjalna, Tęczowy Kłos, Zielony Kłos. Filmy biorą też udział w następujących konkursach: Konkurs „Time of History”, Konkurs „Meeting Point”, Konkurs „DOC. Spain”, Konkurs „Short Film from Castile and Leon”.
Złoty Kłos przyznawany jest wraz z nagroda pieniężną, która w 2019 wyniosła 75.000 €, wraz ze Srebrnym Kłosem 25.000 €.